# Quinton (muziekinstrument)
Quinton is de Franse naam voor een vijfsnarige viool. De term quinton (Latijn: quintus) verwijst niet naar de tooninterval kwint maar naar het aantal snaren. In tegenstelling tot een viool en altviool heeft de quinton net als de gamba (en contrabas) 'afhangende schouders'. 
De quinton werd waarschijnlijk net als een gewone viool in kwinten gestemd, maar had alleen een extra vijfde snaar. 
De quinton werd gebouwd vanaf het begin van de 18e eeuw, onder andere door de Franse vioolbouwer Louis Guersan, en werd bespeeld tot aan de Franse Revolutie. Vanaf begin 16e eeuw werden er al vijfsnarige violen bespeeld in Duitsland en Oostenrijk, maar deze instrumenten worden geen quinton genoemd.
Aangetekend moet worden dat de term quinton ook voor andere instrumenten uit de violenfamilie werd gebruikt. Het onderscheid is dus niet altijd even duidelijk.